# Johannes Sandegren
Johannes Teodor Hjalmar Sandegren, född 20 november 1883 i Madurai i Indien, död 15 november 1962 i Uppsala, var en svensk biskop verksam i Indien.
Sandegren var född i Sydindien som medlem av en stor syskonkrets i en tysk-svensk missionärsfamilj. Föräldrarna var missionären, teologie doktor Jacob Sandegren från Näsinge socken i Bohuslän och Theodore Kremmer. Fadern hade rest till Sydindien som missionär redan 1869 och föräldrarna träffats där. Modern var dotter till en tysk missionär. Fyra söner till dem blev Svenska kyrkans missionärer i Indien. Johannes Sandegren prästvigdes i Västerås 1906 och for 1907 tillbaka till Indien som missionär. År 1915 var han åter i Sverige och blev då filosofie licentiat i sanskrit och religionshistoria. I Indien var han därefter verksam i Madurai. År 1927 tog han initiativet till grundandet av TELC:s teologiska högskola Gurukul i Madras, där han blev föreståndare. År 1934 blev han biskop av Tranquebar i Tamil Evangelical Lutheran Church (Thamil Suvesesha Lutheran Thiruchabai) (TELC) och emeritus 1956. En betydande insats gjorde han för att stärka och ena de olika lutherska kyrkorna i Indien och han tog initiativet till ’’The Federation of the Evangelical Lutheran Churches in India’’ (FELCI) 1928, där han lyckades ena kyrkobildningar i Indien med olika länders missionsorganisationer som. Han tog initiativet till en gemensam psalmbok 1926 (flera senare upplagor), ’’Cantica Evangelica’’, och en gemensam liturgi. TELC hade diasporaarbete i Malaysia och Sandegren tog 1952 initiativ till att detta utvecklades till en självständig luthersk kyrka med egen biskop. Mot denna bakgrund var han även aktivt verksam i ekumeniska sammanhang i Indien och eftersträvade ytterligare kyrkounioner. Han utsågs 1932 till teologie doktor honoris causa vid universitetet i Rostock. Sandegren blev ledamot av Nordstjärneorden 1934.